# Spinning Out
Spinning Out è una serie televisiva statunitense ideata e diretta da Samantha Stratton, distribuita da Netflix il 1º gennaio 2020. A febbraio, è stata annunciata la cancellazione della serie dopo una stagione.

## Trama
La serie segue le vicende di Kat Baker, una pattinatrice di figura di alto livello che ha dovuto fronteggiare un infortunio ed il successivo abbandono della carriera individuale. Kat coglie l'opportunità di rimettersi in gioco come pattinatrice di coppia con Justin Davis, esponendo nuovamente la sua storia personale e quella della sua famiglia di disagi mentali. Le puntate si districano tra la pista di pattinaggio e la vita quotidiana dei protagonisti che perseguono la volontà, tra vari problemi, di realizzare il loro sogno olimpico.

## Episodi
| Stagione       | Episodi | Prima TV USA | Pubblicazione Italia |
| -------------- | ------- | ------------ | -------------------- |
| Prima stagione | 10      | 2020         | 2020                 |

## Personaggi e interpreti

### Principali
- Kat Baker, interpretata da Kaya Scodelario, doppiata da Letizia Ciampa.
Competitiva pattinatrice di figura che soffre di bipolarismo.

- Serena Baker, interpretata da Willow Shields, doppiata da Agnese Marteddu.
Sorellastra di Kat.

- Justin Davis, interpretato da Evan Roderick, doppiato da Federico Viola.
 Pattinatore di coppia di buona famiglia che ha la fama da cattivo ragazzo.

- James Davis, interpretato da David James Elliott, doppiato da Vittorio Guerrieri.
 Padre di Justin.

- Mandy Davis, interpretata da Sarah Wright Olsen.
Matrigna di Justin e moglie di James.

- Dasha Fedorova, interpretata da Svetlana Efremova, doppiata da Franca D'Amato.
Coach di Kat e Justin.
- Jenn Yu, interpretata da Amanda Zhou, doppiata da Erica Necci.
Pattinatrice amica di Kat.
- Marcus Holmes, interpretato da Mitchell Edwards.
 Collega di lavoro e amico di Kat.
- Leah Starnes, interpretata da Kaitlyn Leeb.
 Pattinatrice che dovrebbe fare coppia con Justin.
- Mitch Saunders, interpretato da Will Kemp.
 Coach di Serena.
- Carol Baker, interpretata da January Jones, doppiata da Ilaria Latini.
 Madre di Kat e Serena che soffre anche lei di bipolarismo.

### Ricorrenti
- Drew Davis, interpretato da Jamie Champagne.
- Reid Davis, interpretato da Jon Champagne.
- Gabriel Richardson, interpretato da Johnny Weir.
 Pattinatore di coppia di Leah.

- Alana, interpretata da Zahra Bentham.
- Reggie, interpretato da Morgan Kelly.
Padre di Serena.

- Peter Yu, interpretato da Oscar Hsu.
Padre di Jenn.

- Brent Fisher, interpretato da Will Bowes. 
Amico di Marcus.

- Dr. Parker, interpretato da Charlie Hewson.
- Dave, interpretato da Eli Brown.

## Produzione

### Sviluppo
Nell'ottobre 2018 venne annunciato che Netflix avrebbe prodotto una serie di 10 episodi creata da Samantha Stratton, showrunner insieme a Lara Olsen. Insieme alle due donne, alla produzione esecutiva avrebbero preso parte Joby Harold e Tory Tunnell con Matt Schwartz come co-produttore esecutivo, mentre la Safehouse Pictures si sarebbe occupata della produzione.

### Casting
In corrispondenza dell'annuncio della serie, nel 2018, fu fatto il nome di Emma Roberts come protagonista. Roberts però ha dovuto rinunciare alla serie per sovrapposizione con altri impegni. Nel dicembre 2018 fu annunciato che Kaya Scodelario avrebbe ricoperto il ruolo della protagonista Kat Baker. Al suo fianco ci sarebbero stati Willow Shields, Evan Roderick, Johnny Weir, Sarah Wright Olsen, Will Kemp, Kaitlyn Leeb, Amanda Zhou e Mitchell Edwards. In un ruolo principale sarebbe stata anche January Jones, annunciata a gennaio 2019. Ha chiuso il cerchio l'annuncio della partecipazione nel cast anche di Svetlana Efremova e Charlie Hewson.

### Coppie di pattinaggio
Alla serie hanno preso parte vari pattinatori di figura professionisti canadesi come Michelle Long, Elizabeth Putnam, Kim Deguise Léveillée e Dylan Moscovitch per le parti relative a Kat Baker, Serena Baker e Justin Davis nel singolo e nei salti. Per la parte di coppia sono stati coinvolti Evelyn Walsh e Trennt Michaud. Altre pattinatrici sono state Lilika Zheng, Emma Cullen e Madeline Schizas rispettivamente per i ruoli di Jenn Yu, Carol Baker e Leah Starnes.

### Riprese
Le riprese si sono tenute principalmente tra la fine di gennaio e metà maggio del 2019 tra Toronto e il Blue Mountain Resort in Ontario.

## Accoglienza

### Critica
La serie è stata accolta in maniera mista dalla critica. Sull'aggregatore di recensioni Rotten Tomatoes ha un indice di gradimento del 63% con un voto medio di 6,50 su 10, basato su 16 recensioni. Il commento consensuale del sito recita: "Anche se a volte più melodrammatico che significativo, l'aspetto d'insieme così esagerato della serie, nasconde un'esplorazione sorprendentemente ponderata del vivere con una malattia mentale".
Dal sito Metacritic, è stata recensita in maniera mista, con un indice di 47/100, basato su 4 recensioni.